# Comisionado residente de Filipinas
El comisionado residente de Filipinas, de 1907 a 1947, eran los representantes sin voto en la Cámara de Representantes de los Estados Unidos de Filipinas. Tenía los mismos poderes que cualquier otro representante de los Estados Unidos excepto que no podían votar en las sesiones en el hemiciclo de la Cámara, ni integrar o votar en las comisiones de la Cámara. Originalmente dos comisionados, en 1935 reducido a uno al constituirse la Mancomunidad de Filipinas. Con la obtención de la independencia plena (4 de julio de 1946), cesa el cargo de comisionado residente.
Su forma de elección era la siguiente:
- Por el Acta Orgánica de Filipinas (del 1 de julio de 1902), eran electos cada dos años, en forma separada por cada cámara de la Legislatura Filipina (Comisión y Asamblea). Las primeras elecciones parlamentarias se realizaron en 1907.
- Por el Acta de Autonomía de Filipinas (Ley Jones, 29 de agosto de 1916) eran electos cada tres años, en forma separada por cada cámara de la Legislatura de Filipinas (Senado y Cámara de Representantes).
- Por el Acta de Independencia de Filipinas (Ley Tydings-McDuffie, 24 de marzo de 1934). Define que será el gobierno de la Mancomunidad de Filipinas quien seleccione al comisionado residente y fije la duración de su mandato.

## Comisionados residentes de Filipinas
- Pablo Ocampo (1907-1909)
- Benito Legarda y Tuason (1907-1913)
- Manuel L. Quezon (1909-1916)
- Manuel Earnshaw (1913-1917)
- Teodoro R. Yangco (1917-1920)
- Jaime C. de Veyra (1917-1923)
- Isauro Gabaldón (1920-1928)
- Pedro Guevara (1923-1936)
- Camilo Osías (1929-1935)
- Francisco A. Delgado (1935-(1936)
- Quintín Paredes (1936-1938)
- Joaquín M. Elizalde (1938-1944)
- Carlos P. Rómulo (1944-1946)